# Lothar von Falkenhausen
Lothar Alexander von Falkenhausen (* 1959 in Essen) ist ein deutsch-amerikanischer Archäologe und Sinologe. Er lehrt seit 1993 an der University of California, Los Angeles und ist derzeit Professor für chinesische Archäologie und Kunstgeschichte sowie Associate Director des Cotsen Institute of Archaeology der Universität. Sein Forschungsschwerpunkt ist das bronzezeitliche China.

## Leben
Lothar von Falkenhausen wuchs in Essen auf und besuchte dortige Schulen. Danach studierte er von 1977 bis 1979 Sinologie und Kunstgeschichte an der Universität Bonn sowie Archäologie an der Universität Peking. Anschließend setzte er sein Studium als graduate student an der Harvard University fort und erhielt dort 1982 einen Master of Arts in East Asian Studies sowie 1988 einen Ph. D. Von 1988 bis 1990 unterrichtete er als Mellon Postdoctoral Fellow am Department of Asian Languages der Stanford University. Von 1990 bis 1991 war er für ein akademisches Jahr Getty Fellow am Institut für Archäologie der Chinesischen Akademie der Sozialwissenschaften in Peking. Es folgte eine zweijährige Lehrtätigkeit an der University of California, Riverside. Danach wechselte von Falkenhausen 1993 an die University of California, Los Angeles. 1996 erfolgte dort seine Ernennung zum Full Professor. Seit 2004 ist er Associate Director des Cotsen Institute of Archaeology der Universität.
Von Falkenhausen war mehrfach Gastprofessor (Visiting Professor), etwa 1997 an der Universität Heidelberg, 1998 an der École pratique des hautes études in Paris, von 2002 bis 2003 an der Universität Kyōto, 2007 an der Chinesischen Universität Hongkong, 2008 an der Universität Münster sowie 2014 im Zuge der dritten Dagmar-Westberg-Stiftungsprofessur an der Universität Frankfurt. Des Weiteren war er von 1994 bis 1995 Visiting Researcher an der taiwanesischen Academia Sinica, 2000 an der Norwegischen Akademie der Wissenschaften und 2003 am Research Institute for Humanity and Nature in Kyōto. 2011 war er Visiting Fellow am Internationalen Kolleg für Geisteswissenschaftliche Forschung der Universität Erlangen.
Zu seinem Forschungsschwerpunkt veröffentlichte von Falkenhausen mehrere Bücher sowie über 100 Zeitschriftenbeiträge. Des Weiteren war er Mitgründer und für mehrere Jahre Mitherausgeber des Journal of East Asian Archaeology. Von 1999 bis 2004 war er Co-Principal Investigator des internationalen archäologischen Feldprojektes in den Drei Schluchten am Jangtsekiang, welches die dortige antike Salzgewinnung untersuchte. Sein Buch Chinese Society in the Age of Confucius (1000-250 BC). The Archaeological Evidence erhielt 2009 den Book Award der Society for American Archaeology.
Von Falkenhausen besitzt seit 2004 die US-amerikanische Staatsbürgerschaft. Er ist Mitglied des Deutschen Archäologischen Instituts, Honorary Research Fellow der Shaanxi Archaeological Academy und seit 2014 Honorarprofessor der Zhejiang-Universität. 2011 wurde er als Fellow in die American Academy of Arts and Sciences aufgenommen. Seit 2016 ist er Mitglied der American Philosophical Society.

## Veröffentlichungen (Auswahl)
- Suspended Music. Chime-Bells in the Culture of Bronze Age China. (1993, Berkeley and Los Angeles: University of California Press).
- Klangvorrat für die Nachwelt. Kehrer Verlag, Heidelberg 2000, ISBN 978-3-933257-48-2[5].
- Chinese Society in the Age of Confucius (1000–250 BC). The Archaeological Evidence. (2006, Los Angeles: Cotsen Institute of Archaeology, UCLA).
- mit Li Shuicheng (Hrsg.): Salt Archaeology in China / Zhongguo yanye kaogu 中國鹽業考古. (20006/2010, 2 Bände, Beijing: Kexue Chubanshe).
- (Hrsg.): Studies of Chinese Art History in Honor of Professor Lothar Ledderose (= Cahiers d’Extrême-Asie 17). Paris 2010.
- (Hrsg.): The Lloyd Cotsen Study Collection of Chinese Bronze Mirrors. (2009/2011, 2 Bände. Los Angeles: Cotsen Institute of Archaeology).
- mit Alain Schnapp, Peter Miller, Tim Murray (Hrsg.): World Antiquarianism (2013, Los Angeles: Getty Research Institute Press).
- mit Yuri Pines, Gideon Shelach, Robin D. S. Yates (Hrsg.): Birth of an Empire. The State of Qin Revisited (2013, Berkeley and Los Angeles: University of California Press).